# Oligosoma alani
Oligosoma alani је гмизавац из реда Squamata и породице Scincidae.

## Распрострањење
Ареал врсте је ограничен на једну државу. Нови Зеланд је једино познато природно станиште врсте.

## Угроженост
Ова врста се сматра рањивом у погледу угрожености врсте од изумирања.